# شانتال يانزن
شانتال يانزن (بالهولندية: Chantal Janzen)‏ (من مواليد 15 فبراير 1979) ممثلة ومغنية ومقدمة برامج تلفزيونية هولندية، منها مقدمة برنامج مسابقة الأغنية الأوروبية 2020 مع إيدسيليا رومبلي  وجان سميت.

## روابط خارجية
- شانتال يانزن على موقع IMDb (الإنجليزية)
- شانتال يانزن على موقع ألو سيني (الفرنسية)
- شانتال يانزن على موقع ميوزك برينز (الإنجليزية)
- شانتال يانزن على موقع أول موفي (الإنجليزية)
- شانتال يانزن على موقع ديسكوغز (الإنجليزية)
- شانتال يانزن على موقع قاعدة بيانات الفيلم (الإنجليزية)
- شانتال يانزن على موقع كينوبويسك (الروسية)